# عصبون حركي سفلي
عصبونات حركية سفلية (بالإنجليزية: Lower Motor Neuron)‏ هي تلك العصبونات الحركية التي تصل جذع الدماغ والنخاع الشوكي بالألياف العضلية، لتزوّد التدفّع العصبي من العصبونات الحركية العلوية إلى العضلات. من هنا، يصل مِحوار العصبون الحركي السفلي في نهايته إلى العضلة.

## تصنيف
تصنّف العصبونات الحركية السفلية حسب نوع العضلة التي تعصّبها:
- عصبونات حركية ألفا تعصّب ألياف عضلية خارج مغزلية، النوع الأكثر انتشارًا من الألياف العضلية المسؤول عن انقباض العضلات.
- عصبونات حركية غاما تعصّب ألياف عضلية داخل مغزلية، والتي مع العصبونات الواردة الحسية تشكّل المغازل العضلية. هؤلاء قسم من نظام جس الموقع (استقبال الحس العميق).

## فيزيولوجيا
حمض الجلوتاميك الذي يتم إفرازه من العصبونات الحركية العلوية يؤدي إلى إزالة الاستقطاب في العصبونات الحركية السفلية في القرن البطني، والذي بدوره يؤدي إلى تقدم جهد الفعل على طول المحوار حتى الموصل العصبي العضلي.

## عواقب آفة العصبون الحركي السفلي
ضرر ما في العصبون الحركي السفلي يُدعى آفة العصبون الحركي السفلي، ويؤدي إلى انخفاص التوترية في العضلات وانخفاض القوة بها وانخفاض في المُنعكَسات في المناطق المُصابة.